# Оразмухаммедова, Шекер
Шекер Оразмухаммедова — советский хозяйственный и политический деятель.

## Биография
Родилась в 1920 году в Каахкинском районе. Член КПСС.
В 1938—1948 гг. — колхозница, заведующая детскими яслями, секретарь правления колхоза, заведующая складом колхоза имени Ленина.
В 1948—1958 гг. — председатель исполкома сельского Совета депутатов трудящихся.
В 1958—1980 гг. — председатель колхоза имени Ленина Каахкинского района Ашхабадской области Туркменской ССР.
Избиралась депутатом Верховного Совета СССР 7-8-го созывов.
Жила в Ашхабадской области.

## Награды
- Орден Ленина[2]
- Орден Октябрьской Революции[2]